# Błaziny Dolne
Błaziny Dolne – wieś w Polsce położona w województwie mazowieckim, w powiecie radomskim, w gminie Iłża. Ma status sołectwa.
Do 1954 roku istniała gmina Błaziny. W latach 1954–1972 wieś należała i była siedzibą władz gromady Błaziny. W latach 1975–1998 miejscowość administracyjnie należała do województwa radomskiego.
Między wsiami Błaziny Dolne i Błaziny Górne przepływa rzeka Błazinka. Podczas II wojny światowej na terenie miejscowości powstały składowiska broni i amunicji wojsk niemieckich. W miejscowości znajduje się sklep spożywczo-monopolowy, świetlica wiejska, boisko sportowe, szkoła podstawowa oraz stacja benzynowa. Kiedyś było też kółko rolnicze. Do leśnictwa Błaziny należy rezerwat przyrody Piotrowe Pole.
Wierni Kościoła rzymskokatolickiego należą do parafii św. Andrzeja Boboli w Koszarach lub do parafii Wniebowzięcia Najświętszej Maryi Panny w Iłży.